# Dinamo Obor Bukarest
Dinamo Obor Bukarest war ein rumänischer Fußballverein aus Bukarest. Er spielte zwar nie in der höchsten rumänischen Fußballliga, der Divizia A, stand aber im Finale um den rumänischen Fußballpokal 1959/60.

## Geschichte
Dinamo Obor Bukarest wurde im Jahr 1949 als Reservemannschaft von Dinamo Bukarest unter dem Namen Dinamo 6 gegründet. Der Verein spielte in der Saison 1954 erstmals in der zweiten rumänischen Liga, der Divizia B. Er konnte sich drei Jahre in Folge im Mittelfeld platzieren. Im Jahr 1957 wurde er in Dinamo Obor umbenannt. Im Jahr 1958 wurde der Name in AS Pompierul (deutsch Feuerwehrmann), ehe Anfang 1959 wieder der Name Dinamo Obor angenommen wurde. In der Saison 1959/60 feierte Dinamo Obor seine größten Erfolge. In der Liga erreichte der Klub den zweiten Platz der Staffel II hinter Știința Timișoara. Im rumänischen Pokal zog er nach Erfolgen über Rapid Bukarest, Minerul Lupeni und Știința Timișoara ins Finale ein, wo er gegen Progresul Bukarest mit 0:2 unterlag. Im Spielbetrieb stieg der Verein nach weiteren Platzierungen im vorderen Mittelfeld am Ende der Saison 1962/63 ab und wurde aufgelöst.
Im Jahr 1971 wurde die Reservemannschaft Dinamos unter dem Namen Dinamo-Victoria Bukarest wieder gegründet.

## Erfolge
- Rumänischer Pokalfinalist: 1960

## Bekannte Spieler
- Ion Barbu
- Ilie Datcu